# Rat Verlegh Stadion
Rat Verlegh Stadion − stadion piłkarski znajdujący się w mieście Breda, w Holandii. Został oddany do użytku 11 sierpnia 1996. Od tego czasu swoje mecze na tym obiekcie rozgrywa występujący w Eredivisie zespół NAC Breda. Jego pojemność wynosi 19 000 miejsc.
Rat Verlegh Stadion zastąpił dawny NAC Stadion, na którym NAC Breda rozgrywała swoje mecze w latach 1940−1996.